# Pseudobulbärparalyse
Die Pseudobulbärparalyse beruht auf einer beidseitigen Schädigung der zu den kaudalen Hirnnervenkernen ziehenden kortikonukleären Bahnen im Hirnstammbereich und führt zu einer zentralen spastischen Parese der Mund- und Schlundmuskulatur.

## Ätiologie und Pathogenese
Meist entsteht die Pseudobulbärparalyse auf dem Boden einer zerebralen Arteriosklerose und infolgedessen multipler ischämischer Infarkte im Bereich der kortikonukleären Bahnen zu den kaudalen Hirnnervenkernen beidseits, ursächlich ist dementsprechend eine supranukleäre Läsion. Die Beidseitigkeit ist deshalb von Bedeutung, weil die kaudalen Hirnnervenkerne eine bilaterale zentrale Innervation erhalten (der Hirnnervenkern einer Seite erhält Fasern aus beiden Großhirnhemisphären). In seltenen Fällen können auch eine Multiple Sklerose, ALS, Lues oder multiple Hirnmetastasen ursächlich sein.

## Klinik
Ähnlich wie bei der „echten“ Bulbärparalyse prägen dysarthrische Sprechstörungen, Beeinträchtigungen der Zungenbeweglichkeit, Schluckstörungen und Heiserkeit das klinische Bild. Allerdings fehlen Faszikulationen, Fibrillationen und Atrophie der Zunge. Der Masseterreflex kann wiederum deutlich gesteigert sein. Häufig sind außerdem Zeichen einer Pyramidenbahnschädigung im Bereich der Extremitäten anzutreffen. Weiterhin charakteristisch ist eine Affektlabilität und eine (scheinbare) Affektinkontinenz mit Zwangslachen und Zwangsweinen.